# Teoría del loco

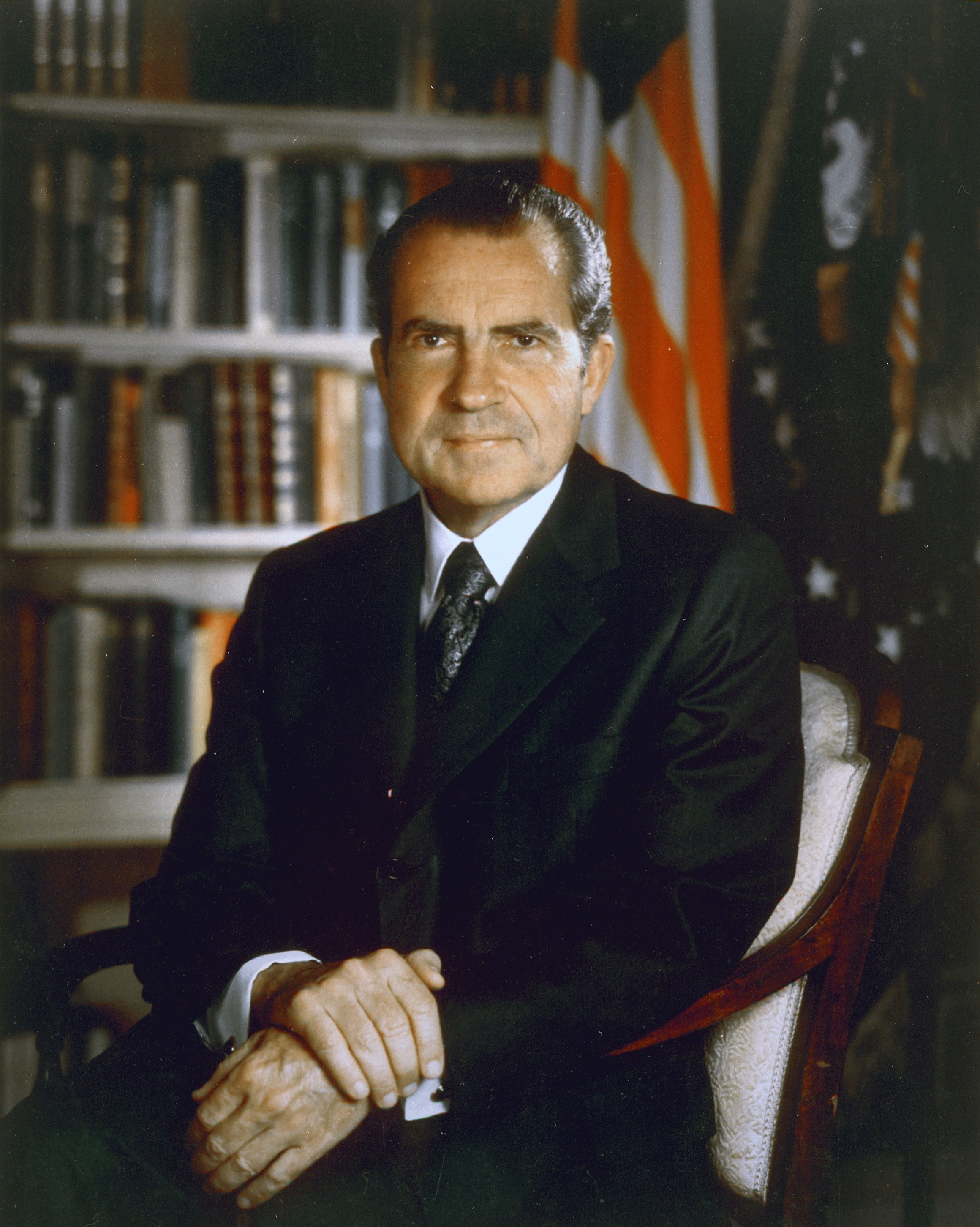
La Teoría del Loco fue la pieza central en la política exterior de Richard Nixon.

La Teoría del Loco fue la característica principal de la política exterior conducida por el presidente de Estados Unidos Richard Nixon. Su administración, la rama ejecutiva del gobierno federal de 1969 a 1974, intentó hacer que los líderes de otros países pensaran que estaba loco, y que su comportamiento era irracional y volátil. Temerosos de una respuesta americana impredecible, los líderes del hostil Bloque Comunista evitarían provocar a los Estados Unidos.
Académicos en el área de relaciones internacionales se han mostrado escépticos sobre la teoría del loco como estrategia para lograr el éxito a la hora de negociar. En un estudio se encontró que la teoría del loco es con frecuencia contraproducente, si bien puede tener algún valor bajo ciertas condiciones.

## Richard Nixon, Donald Trump y Emmanuel Macron
En 1517, Nicolás Maquiavelo discutió cómo en ocasiones es "algo muy sabio simular locura" (Discursos sobre la primera década de Tito Livio, libro 3, capítulo 2). Sin embargo, en el libro Nixon's Vietnam War, Kimball afirma que Nixon llegó a la estrategia de manera independiente, como resultado de su experiencia práctica y sus observaciones sobre cómo Dwight D. Eisenhower manejó la guerra de Corea.
En su libro de 1962, Thinking About the Unthinkable ("Pensando sobre lo impensable"), el futurista Herman Kahn sugirió que "verse un poco loco" podría ser una manera efectiva de inducir a un adversario a renunciar.

### Richard Nixon
Nixon le dijo a su jefe de personal H. R. Haldeman:

"La llamo la Teoría del Loco, Bob. Quiero que los Norvietnamitas crean que he alcanzado el punto en el que podría hacer lo que fuera para parar la guerra. Correremos el rumor de que, 'por amor de Dios, conoces a Nixon, está obsesionado con el Comunismo. No lo podemos reprimir cuando está furioso —y tiene la mano en el botón nuclear'— y el mismo Hồ Chí Minh estará en París en dos días suplicando por la paz."

En octubre de 1969, la administración Nixon indicó a la Unión Soviética que "el loco estaba suelto", cuando las Fuerzas Armadas de los Estados Unidos fueron puestas en alerta de guerra total global (sin saberlo la mayoría de la población americana), y bombarderos armados con armas termonucleares volaron cerca de la frontera soviética por tres días consecutivos.
La administración usó la "Estrategia del Loco" para forzar al gobierno Norvietnamita a negociar la paz para terminar la Guerra de Vietnam. En julio de 1969 (de acuerdo con un informe de la CIA desclasificado en febrero de 2018), el presidente Nixon puede haberle sugerido al presidente sudvietnamita Thieu que las dos rutas que consideraba eran o bien una opción de armas nucleares o bien el establecimiento de un gobierno de coalición.
En la misma línea, varios diplomáticos estadounidenses, miembros del personal, amigos y familiares sabían de las condiciones personales de Nixon, conscientes de que se sabía que Nixon era proclive al alcohol y tenía problemas de insomnio, para el cual se le habían formulado pastillas para dormir. Según Ray Price, quien escribía los discursos de Nixon, éste a veces tomaba las pastillas a la vez que consumía alcohol. Esto lo afectó a él y a quienes le rodeban en varias ocasiones, desde su asesor John Ehrlichman llamándolo "borracho" hasta Manolo Sánchez, un agente republicano y consejero especial del presidente, pensando que Nixon había sufrido un derrame cerebral o un infarto mientras hablaba con él por teléfono, hasta ser incapaz de contestar una llamada telefónica del primer ministro británico durante la crisis en oriente medio. Tanto la hija de Nixon, Julie Nixon Eisenhower, como su amigo personal Billy Graham admitieron este hecho, después de su mandato. Nixon también tomaba fenitoína, por recomendación del empresario Jack Dreyfus. Esta medicina se prescribe usualmente como anticonvulsivo, pero en el caso de Nixon era para luchar contra la depresión. Asimismo, Henry Kissinger describió la incursión en Camboya de 1970 como uno de los síntomas de la supuesta inestabilidad de Nixon.

### Donald Trump
Algunas personas han caracterizado el comportamiento del presidente Donald Trump hacia estados aliados y hostiles como un ejemplo de la teoría del loco. Jonathan Stevenson ha argumentado que la estrategia de Trump pudo haber sido incluso menos efectiva que la de Nixon, en tanto este último intentó dar la impresión de que "lo habían presionado demasiado, implicando que volvería a estar en sus cabales si los soviéticos y los norvietnamitas cedían," mientras que era improbable que el gobierno de Corea del Norte creyera que "Trump haría lo mismo," pues sus amenazas eran su "procedimiento estándar de operación"' y no una reacción emocional temporal. La experta en relaciones internacionales Roseanne W. McManus afirmó que las declaraciones de Trump respecto a que estaba usando la teoría del loco hacían que esta aproximación fuera contraproducente, en tanto ponían en duda la creencia de que su "locura"  fuera genuina.

### Emmanuel Macron
En el contexto de la invasión rusa de Ucrania, y de la nueva iniciativa rusa en la guerra, durante una rueda de prensa posterior a la "Conférence de Soutien á l'Ukraine" (Conferencia de Apoyo a Ucrania), que reunía en París el 26 de febrero de 2024, a 20 líderes de la Unión Europea y representantes del Reino Unido, Canadá y Estados Unidos, el presidente francés Emmanuel Macron, emitió unas polémicas declaraciones;

"Estamos seguros de que la derrota de Rusia es indispensable para la seguridad y estabilidad de Europa"
"Hoy no existe consenso sobre el envío de tropas terrestres (europeas) de manera oficial, asumida y respaldada. Pero en la dinámica, no hay que descartar nada"
 "Haremos todo lo posible para que Rusia no gane esta guerra"
"Nunca dije que Francia no estuviera a favor (del envío de tropas)"
(traducción inexacta)
Emmanuel Macron –
26 de febrero de 2024

Tras el mensaje, la totalidad de los demás líderes, incluso los que no acudieron a la conferencia, descartaron rotundamente el envío de tropas occidentales a Ucrania. 
Interpretación del mensaje
Diversos expertos y medios interpretaron el mensaje de Macron como una "estrategia del hombre loco", al ver que las fuerzas rusas volvían a tomar la iniciativa en la guerra, para mandarle un mensaje al gobierno ruso de "impredectibilidad", haciendo entender así que los aliados de Ucrania harán todo lo necesario, hasta lo impredecible para que Rusia no gane.